# Chatsezjyna
Chatsezjyna (belarusiska: Хацежына, även ryska: Хатежино: Chatezjino) är en agropolis i Belarus. Den ligger i Minsk rajon i Minsks voblast, i den centrala delen av landet, 17 km väster om huvudstaden Minsk. Antalet invånare är 1 145.

## Natur och klimat
Chatsezjyna ligger 257 meter över havet Terrängen runt Chatsezjyna är platt. Runt Chatsezjyna är det ganska tätbefolkat, med 120 invånare per kvadratkilometer.. Närmaste större samhälle är Mіnsk, 17,0 km öster om Chatsezjyna.
Trakten runt Chatsezjyna består till största delen av jordbruksmark.